# Parlan
Parlan település Franciaországban, Cantal megyében. Lakosainak száma 470 fő (2022. január 1.). Parlan Cayrols, Roumégoux, Rouziers, Saint-Julien-de-Toursac, Saint-Saury, Labastide-du-Haut-Mont, Saint-Hilaire és Bessonies községekkel határos.

## Népesség
A település népességének változása:
| Lakosok száma | 442  | 360  | 323  | 302  | 374  | 418  | 437  | 450  | 457  | 470  |
|               | 1968 | 1982 | 1990 | 2006 | 2013 | 2015 | 2017 | 2019 | 2020 | 2022 |